# Oberndorfmark

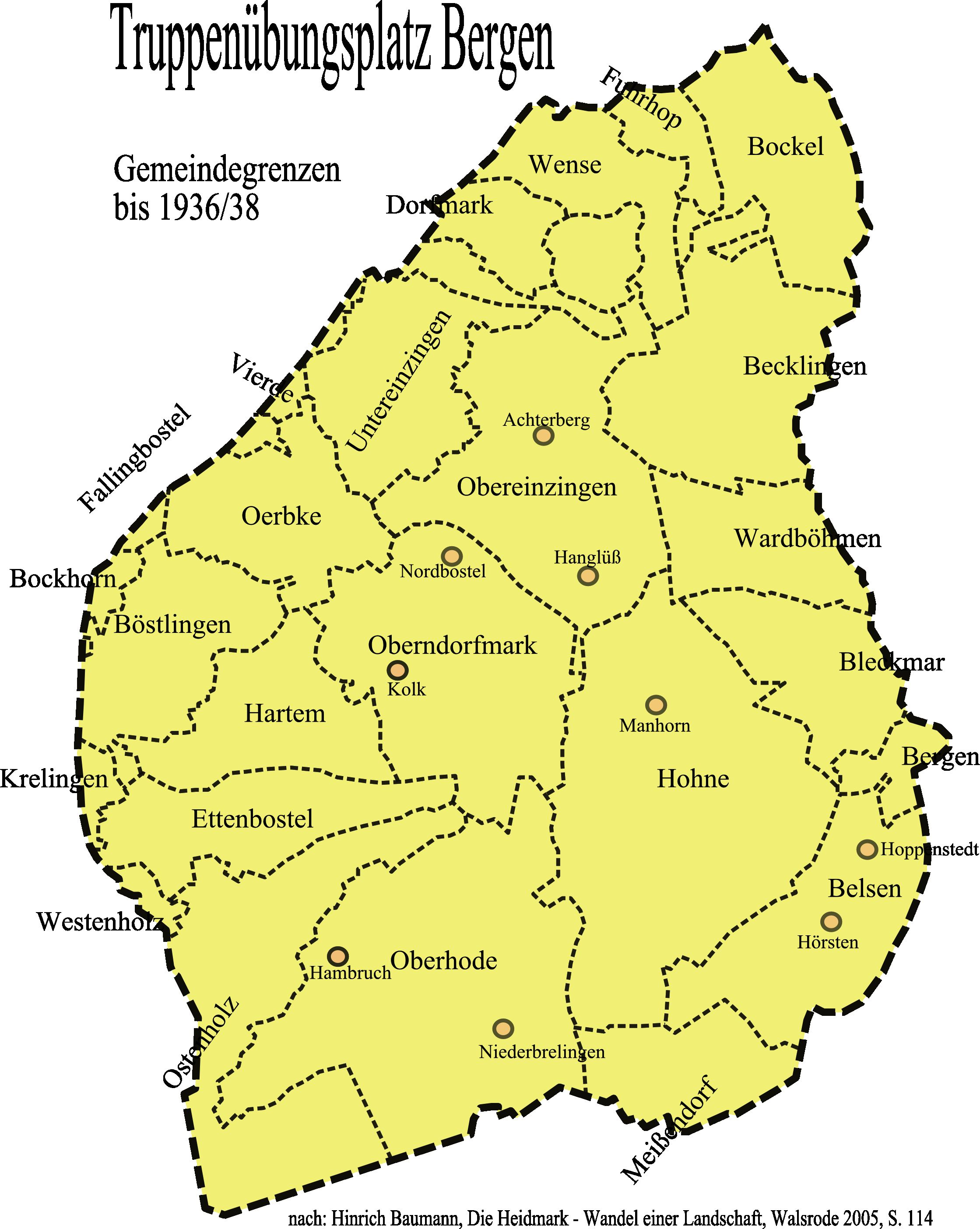
Oberndorfmark lag in der Mitte des Truppenübungsplatzes Bergen

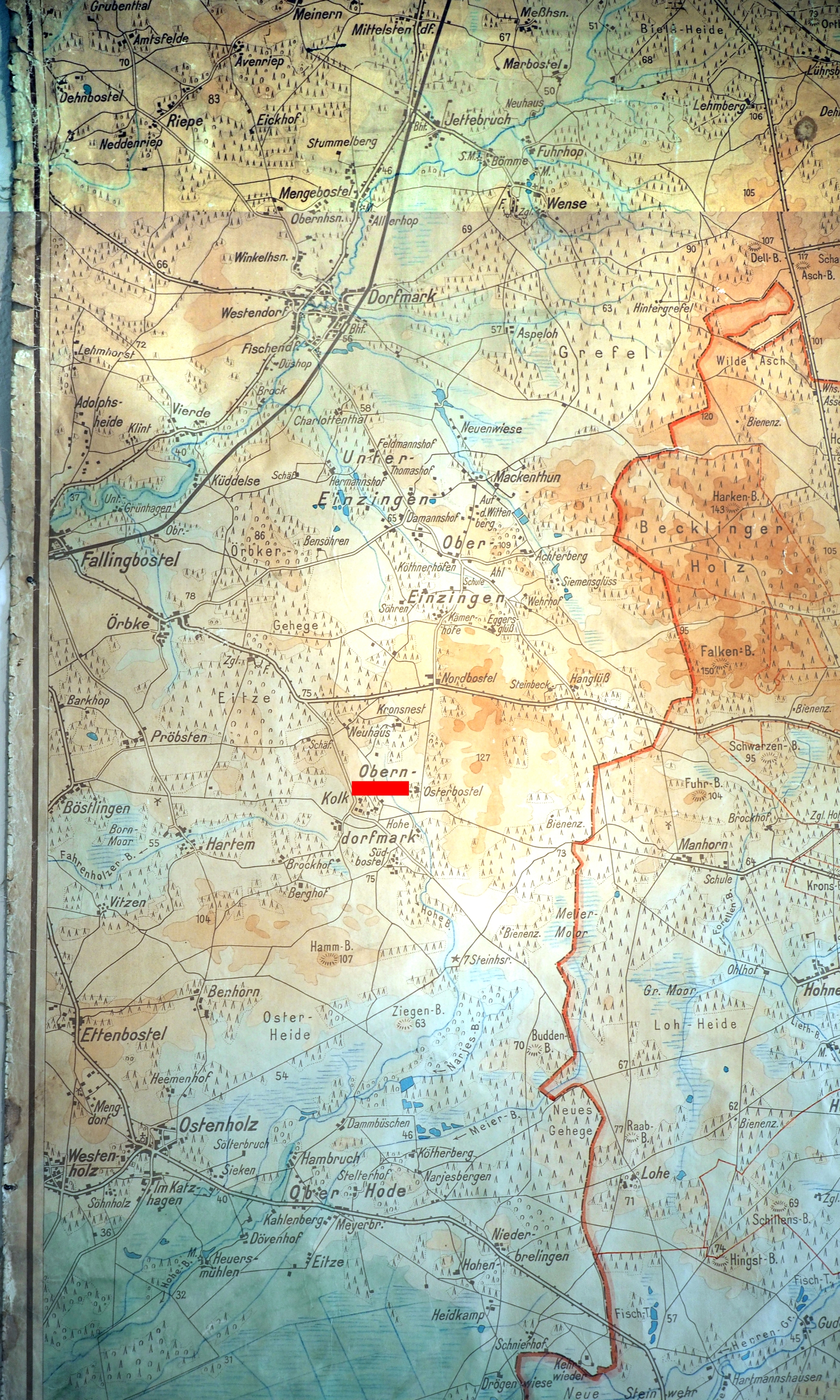
Historische Karte der Ostheidmark

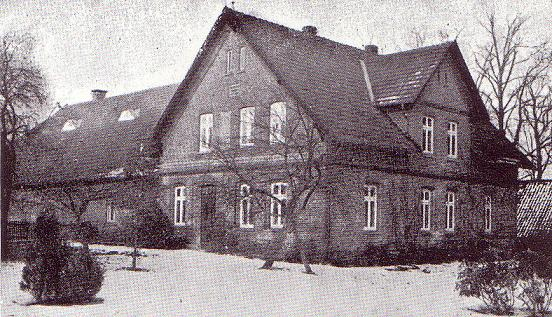
Wohnhaus des Leverenzhofes in Oberndorfmark (vor 1936)

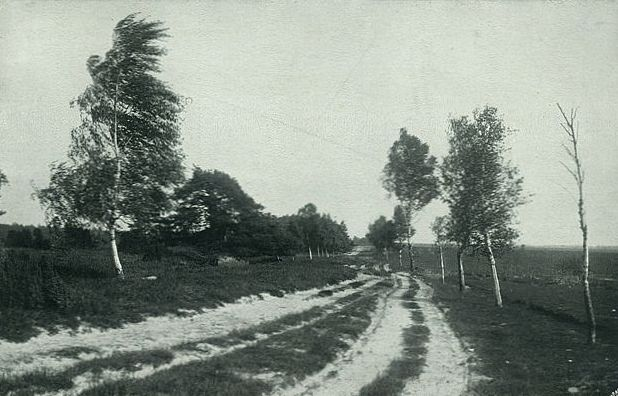
Winterweg bei Südbostel

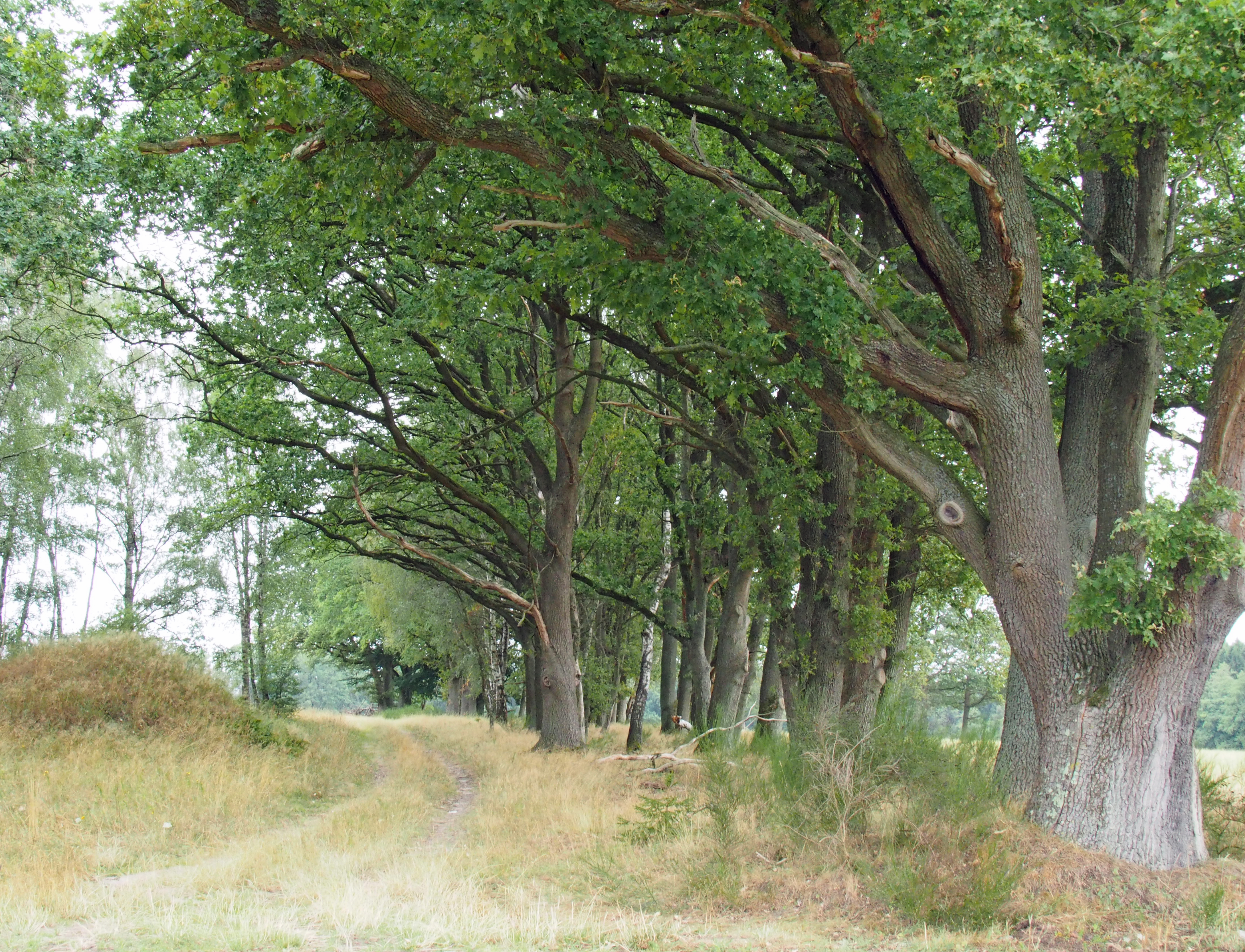
Ehemals Kolk Eichenallee 2019

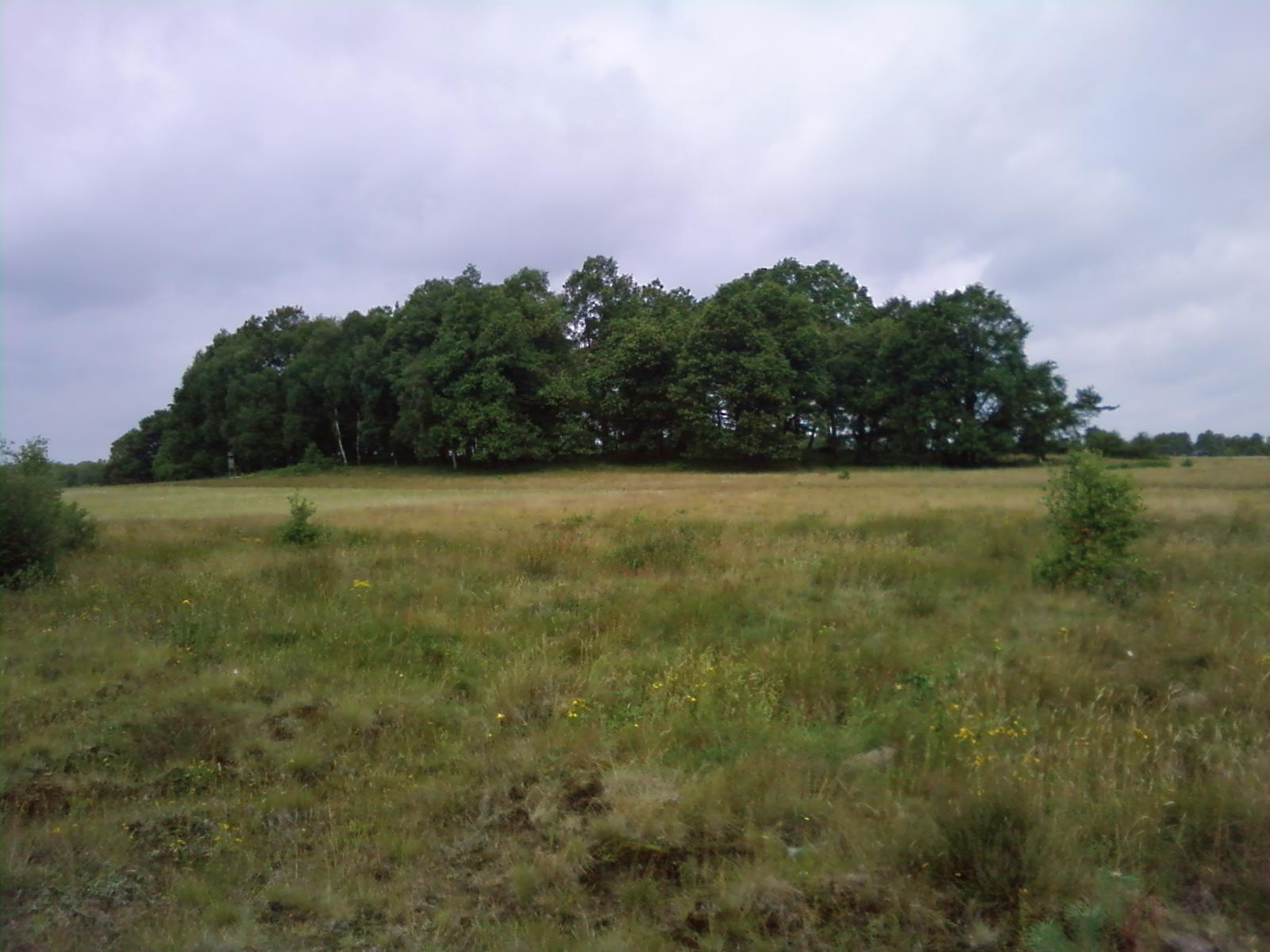
Ehemals Kronsnest 2009

Oberndorfmark ist eine Gemarkung des gemeindefreien Gebietes Osterheide im Landkreis Heidekreis, in der Lüneburger Heide (Niedersachsen). Oberndorfmark war der Sammelname einer Gemeinde in der Ostheidmark im Altkreis Fallingbostel.  Einzelhofsiedlungen waren in der Ostheidmark typisch. Sie bildeten die Gemeindenamen unter einem Sammelbegriff. Zu Oberndorfmark gehörten u. a. Nordbostel, Neuhaus, Kronsnest, Kolk, Osterbostel (Küsterhof), Homannshof, Schusterkrug, Südbostel und am Südrand des Gemeindegebietes die Sieben Steinhäuser.

## Geschichte
Im Lüneburger Lehnregister wird Oberndorfmark 1330 erstmals urkundlich erwähnt. Urkunde Nr. 105: "Arnd van muden (Müden) twene houe to muden unde enen hof to ouerendorpmarke." Im Jahr 1360 in der Urkunde Nr. 368: "Johan unde Cord brodere van muden... unde enne hof to der ouendorpmarke." Der Ortsteil Oberndorfmark bestand ursprünglich nur aus dem Leverenzhof, dem Hof Soffeen (Soffeyer) und dem Gehrkenhof, der 1470 im Lüneburger Lehnregister erwähnt wird: Nr. 730: "Luderus hauichorst... enen hoff to oueren Dorpmarke." 1337 und 1338 wird der Ortsteil Kolk im Urkundenbuch des Klosters St. Johannis Walsrode  urkundlich erwähnt, als „kolege“ bzw. „college“.
Der Gemeindename Oberndorfmark wurde erst später als Gesamtname für die ganze Bauernschaft übernommen.
Die Gemeinde gehörte teils zum Kirchspiel Düshorn und teils zum Kirchspiel Fallingbostel. Durch die Gemeinde verliefen die Heer- und Poststraßen von Celle nach Stade.
Wie überall in der Ostheidmark gingen auch die Oberndorfmarker Schüler bis 1793 in eine sogenannte „Reihenschule“. Ein eigenes festes Schulgebäude war nicht vorhanden. Im jährlichen Wechsel wurde in den Wohnungen der Höfe der Unterricht abgehalten. Der Besitzer des Kronsnestes bot oft einen kostenlosen Platz zur Errichtung einer Schule an. Der Weg dorthin war den meisten aber zu weit und zu beschwerlich. 1794 verkauft Peter Immwiehe (im Wiehe), der Besitzer des Gehrkenhofes, der zum Gut Hilperdingen in Walsrode gehört, in der Nähe des Hofes ein Grundstück, auf dem dann ein Schulgebäude errichtet wird. Es liegt  etwa auf halbem Wege zwischen Kolk und Osterbostel. Johann Casten Harms war von 1788 bis zu seinem Tod im Dezember 1834 Lehrer, zunächst in der Reihenschule und dann in dem neuen Schulgebäude.
Im Zuge der Errichtung des Truppenübungsplatzes Bergen erfolgte vom Sommer 1935 bis Mai 1936 die Umsiedlung der Bevölkerung und Räumung des gesamten Gebietes. Die Hofbesitzer wurden entschädigt, die Gebäude wurden zum größten Teil abgerissen (siehe Heidmark#Zerstörung der Ostheidmark in der Zeit des Nationalsozialismus). Die Gesamtgröße des Gemeindegebietes betrug 2071 Hektar, die zu 100 % in den Truppenübungsplatz gefallen sind.

### Einwohnerentwicklung
Oberndorfmark hatte folgende Einwohnerentwicklung:

1770 – 146 Einwohner

1821 – 238 Einwohner

1933 – 210 Einwohner

## Kulturdenkmal
- Die Sieben Steinhäuser, Großsteingräber der Jungsteinzeit

## Einzelbelege
1. ↑  Hans Stuhlmacher: Die Heidmark. Louis Scheling, Walsrode Nachdruck von 1939.

Fassung zu Oberndorfmarkⓘ
Koordinaten: 52° 50′ N, 9° 46′ O